# Antennaria friesiana
Antennaria friesiana — вид трав'янистих рослин родини айстрові (Asteraceae), поширений в арктичних землях Північної Америки й північно-східної Азії.

## Опис
Рослини 7–15 см (стебла залозисті, волоски фіолетові). Столони 0.1–4 см. Базальне листя 1-жильне, 11–30 × 2–4 мм. Листя стеблове лінійне, 4–20 мм. Приквітки голів можуть бути: чорні, світло-коричневі, темно-коричневі або оливкові, іноді. Вінчик: тичинкові 2.5–3 мм, маточкові 3–4.5 мм. Плоди 1.2–2 мм, гладкі чи злегка сосочкові. Папуси: тичинкові 3–4 мм, маточкові 3.5–5 мм. Тичинкові рослини трапляються або рідше ніж маточкові, або з рівною частотою.

## Поширення
Північна Америка: Ґренландія, арктична Канада, Аляска; Азія: пн.-сх. Сибір. Населяє арктичну й альпійську тундру, піщані хребти, росте на сухих скелястих виходах й біля них, на висотах 100—1500 м.